# Sesuvium portulacastrum
Sesuvium portulacastrum é uma espécie de planta com flor pertencente à família Aizoaceae. 
A autoridade científica da espécie é (L.) L., tendo sido publicada em Systema Naturae, Editio Decima 2: 1058. 1759.

## Portugal
Trata-se de uma espécie presente no território português, nomeadamente em Portugal Continental.
Em termos de naturalidade é possivelmente introduzida na região atrás indicada.

## Protecção
Não se encontra protegida por legislação portuguesa ou da Comunidade Europeia.